# Álex Collado
Álex Collado Gutiérrez (Sabadell, 22 de abril de 1999) es un futbolista español que juega como centrocampista en el Al-Shamal S. C. de la Liga de fútbol de Catar.

## Trayectoria
Nacido en Sabadell, una localidad de la provincia de Barcelona, empezó en el fútbol en las categorías inferiores del C. E. Mercantil y del R. C. D. Espanyol, pasando al fútbol base del F. C. Barcelona en 2009. Fue miembro de la plantilla del Juvenil "A" azulgrana que conquistó la Liga Juvenil de la UEFA 2017-18, derrotando al Chelsea F. C. por 3-0 en la final disputada en Niza.
Después de pasar por gran parte de las categorías inferiores del club culé, hizo su debut con el F. C. Barcelona "B" en la Segunda División el 17 de marzo de 2018, siendo titular en el empate 1-1 ante el Lorca F. C. Posteriormente, el 15 de diciembre marcó su primer gol con el filial azulgrana ante el Lleida Esportiu en el último minuto, dando la victoria por 2-1.
Hizo su debut con el primer equipo el 4 de mayo de 2019 en un partido de Liga ante el R. C. Celta de Vigo tras sustituir a Ousmane Dembélé que se lesionó nada más empezar el partido. Durante la temporada 2020-21 fue nombrado nuevo capitán del Barça "B" tras la lesión de larga duración de Ferrán Sarsanedas.
El 31 de marzo de 2021 el club hizo oficial su renovación de contrato alargándolo por dos temporadas más, hasta 2023, y junto con ser ascendido definitivamente a la plantilla principal para la campaña 2021-22.
A pesar de ascender al primer equipo, se le buscó una salida. Esta no se llegó a producir y se acabó quedando sin ficha. Tampoco podía ser inscrito en enero, por lo que el 9 de diciembre el equipo azulgrana anunció que había llegado a un principio de acuerdo con el Granada C. F. para su cesión lo que restaba de curso. Este acuerdo se completó el 7 de enero, justo antes de que ambos equipos se enfrentaran.
En Granada logró dos goles en 17 partidos. Al finalizar la campaña regresó al F. C. Barcelona, que a mediados de agosto lo cedió al Elche C. F. hasta junio de 2023. Después de esta cesión abandonó definitivamente la entidad azulgrana tras ser traspasado al Real Betis Balompié, con el que firmó por seis años, a cambio de un porcentaje de una futura venta. Los dos primeros fue prestado a equipos saudíes, Al-Okhdood Club y Al-Kholood Club, y en junio de 2025, sin haber llegado a debutar, fue vendido al Al-Shamal S. C. catarí.

## Estadísticas

### Clubes
Actualizado al último partido disputado el 26 de mayo de 2025.
| Club                           | Div.          | Temporada     | Liga  | Liga  | Copas nacionales | Copas nacionales | Copas internacionales | Copas internacionales | Total | Total |
| Club                           | Div.          | Temporada     | Part. | Goles | Part.            | Goles            | Part.                 | Goles                 | Part. | Goles |
| ------------------------------ | ------------- | ------------- | ----- | ----- | ---------------- | ---------------- | --------------------- | --------------------- | ----- | ----- |
| F. C. Barcelona "B" · España   | 2.ª           | 2017-18       | 1     | 0     | ―                | ―                | ―                     | ―                     | 1     | 0     |
| F. C. Barcelona "B" · España   | 2.ª B         | 2018-19       | 36    | 5     | ―                | ―                | ―                     | ―                     | 36    | 5     |
| F. C. Barcelona · España       | 1.ª           | 2018-19       | 1     | 0     | 0                | 0                | 0                     | 0                     | 1     | 0     |
| F. C. Barcelona "B" · España   | 2.ª B         | 2019-20       | 24    | 5     | ―                | ―                | ―                     | ―                     | 24    | 5     |
| F. C. Barcelona · España       | 1.ª           | 2019-20       | 1     | 0     | 0                | 0                | 0                     | 0                     | 1     | 0     |
| F. C. Barcelona · España       | Total club    | Total club    | 2     | 0     | 0                | 0                | 0                     | 0                     | 2     | 0     |
| F. C. Barcelona "B" · España   | 2.ª B         | 2020-21       | 22    | 8     | ―                | ―                | ―                     | ―                     | 22    | 8     |
| F. C. Barcelona "B" · España   | Total club    | Total club    | 83    | 18    | 0                | 0                | 0                     | 0                     | 83    | 18    |
| Granada C. F. · España         | 1.ª           | 2021-22       | 17    | 2     | ―                | ―                | ―                     | ―                     | 17    | 2     |
| Granada C. F. · España         | Total club    | Total club    | 17    | 2     | 0                | 0                | 0                     | 0                     | 17    | 2     |
| Elche C. F. · España           | 1.ª           | 2022-23       | 15    | 1     | 2                | 0                | ―                     | ―                     | 17    | 1     |
| Elche C. F. · España           | Total club    | Total club    | 15    | 1     | 2                | 0                | 0                     | 0                     | 17    | 1     |
| Al-Okhdood Club Arabia Saudita | 1.ª           | 2023-24       | 33    | 4     | 1                | 0                | ―                     | ―                     | 34    | 4     |
| Al-Okhdood Club Arabia Saudita | Total club    | Total club    | 33    | 4     | 1                | 0                | 0                     | 0                     | 34    | 4     |
| Al-Kholood Club Arabia Saudita | 1.ª           | 2024-25       | 29    | 5     | 1                | 0                | ―                     | ―                     | 30    | 5     |
| Al-Kholood Club Arabia Saudita | Total club    | Total club    | 29    | 5     | 1                | 0                | 0                     | 0                     | 30    | 5     |
| Al-Shamal S. C. Catar          | 1.ª           | 2025-26       | 0     | 0     | 0                | 0                | ―                     | ―                     | 0     | 0     |
| Al-Shamal S. C. Catar          | Total club    | Total club    | 0     | 0     | 0                | 0                | 0                     | 0                     | 0     | 0     |
| Total carrera                  | Total carrera | Total carrera | 179   | 30    | 4                | 0                | 0                     | 0                     | 183   | 30    |

## Palmarés

### Títulos nacionales
| Título                    | Club                        | País   | Año  |
| ------------------------- | --------------------------- | ------ | ---- |
| División de Honor Juvenil | F. C. Barcelona Juvenil "A" | España | 2018 |
| Liga Española             | F. C. Barcelona             | España | 2019 |

### Títulos internacionales
| Título                  | Club                        | Sede  | Año  |
| ----------------------- | --------------------------- | ----- | ---- |
| Liga Juvenil de la UEFA | F. C. Barcelona Juvenil "A" | Suiza | 2018 |